# Matzam
Matzam es una localidad del estado mexicano de Chiapas. Es parte del municipio de Tenejapa.

## Demografía
| Gráfica de evolución demográfica |
|                                  |

| Censo | Población |
| ----- | --------- |
| 1910  | 124       |
| 1921  | 97        |
| 1930  | 203       |
| 1940  | 260       |
| 1950  | 536       |
| 1960  | 547       |
| 1970  | 819       |
| 1980  | 975       |
| 1990  | 1 215     |
| 2000  | 1 214     |
| 2010  | 1 599     |
| 2020  | 1 835     |